# Hemictenius elongatus
Hemictenius elongatus är en skalbaggsart som beskrevs av Medvedev 1962. Hemictenius elongatus ingår i släktet Hemictenius och familjen Melolonthidae. Inga underarter finns listade i Catalogue of Life.